# Pteropus rufus
La volpe volante del Madagascar (Pteropus rufus Geoffroy, 1803) è un pipistrello appartenente alla famiglia degli Pteropodidi, endemico del Madagascar.

## Descrizione

### Dimensioni
Pipistrello di grandi dimensioni, con una lunghezza totale tra 234 e 270 mm, la lunghezza dell'avambraccio tra 154 e 172 mm, la lunghezza del piede tra 52 e 62 mm, la lunghezza delle orecchie tra 29 e 40 mm, un'apertura alare fino a 1,24 m e un peso fino a 750 g.

### Aspetto
La pelliccia è relativamente lunga. Il colore del dorso è marrone scuro, mentre le parti ventrali e la testa sono giallo-ocra. Le spalle sono ocra-arancioni. Il muso è lungo, affusolato e nerastro, gli occhi sono grandi. Le orecchie sono lunghe e appuntite. Le membrane alari sono attaccate sui fianchi del corpo. È privo di coda, mentre l'uropatagio è ridotto ad una sottile membrana lungo la parte interna degli arti inferiori, ma insolitamente più sviluppato nella parte centrale. La tibia è priva di peli.

## Biologia

### Comportamento
Specie gregaria, forma grandi colonie rumorose fino a 5.000 individui tra il denso fogliame degli alberi.

### Alimentazione
Si nutre di fiori di Ceiba, dei frutti di varie specie native di Ficus, Mango, Guava, Papaya e del polline di Agave sisalana.

## Tassonomia
In accordo alla suddivisione del genere Pteropus effettuata da Andersen, P. rufus è stato inserito nello P. rufus species Group, insieme a P. aldabrensis, P. seychellensis, P. niger e P. voeltzkowi. Tale appartenenza si basa sulle caratteristiche di avere una membrana interfemorale molto sviluppata e sulla presenza di un ripiano basale nei premolari.

## Distribuzione e habitat
L'areale di questa specie è ristretto al Madagascar, comprese le vicine isole di Nosy Be e Île Sainte-Marie.
Vive in foreste frammentate, isole lungo la costa e mangrovie, e su alberi di diverse varietà.

## Conservazione
La IUCN Red List, considerata la diminuzione della popolazione del 30% negli ultimi 20 anni, dovuta principalmente alla caccia e alla deforestazione, classifica P. rufus come specie vulnerabile (VU).